# Gamma Mörser (гаубица)
Gamma Mörser — под таким названием во время Второй мировой войны была известна немецкая сверхтяжёлая мортира нем. 42 cm kurze Marinekanone L/16 (укороченное морское орудие калибра 42 см со стволом 16 калибров). Тип — осадная мортира. Одно из тяжёлых орудий, разработанных фирмой Krupp перед Первой мировой войной, однако применения в этот период не получила. Единственная мортира, по неясным причинам избежавшая уничтожения в соответствии с Версальским договором, была использована во время Второй мировой войны при взятии линии Мажино (1940), осаде Севастополя (1942) и бомбардировке восставшей Варшавы (1944).

## История создания
Ещё задолго до Первой мировой войны фирма Krupp начала разработку сверхтяжёлых осадных орудий, способных разрушить оборонительные укрепления соседей. Gamma была третьим изделием такого рода, отсюда и название по третьей литере алфавита — Gamma-Gerät (устройство Gamma). Gamma была увеличенным вариантом 30.5 cm гаубицы (Beta-Gerät). 
Орудие требовало установки на бетонный фундамент (Bettungsgeschütz). Это налагало определённые ограничения на тактику применения и требовало тщательного планирования, поскольку была нужна, как минимум, неделя для застывания бетона, прежде чем можно было начинать монтаж орудия. Сам монтаж занимал до недели и требовал применения рельсового подъёмного крана.
Точное количество произведённых орудий неизвестно, хотя иногда встречается упоминание числа 10. После Первой мировой войны все орудия Gamma-Gerät были уничтожены по условиям Версальского договора, однако фирме Крупп удалось в тайне сохранить один экземпляр на полигоне в Меппене. Именно это единственное орудие в дальнейшем использовалось во Второй мировой войне.

## Боеприпасы
Во время Второй мировой войны основным боеприпасом для Gamma Mörser был бетонобойный снаряд весом чуть более тонны (1003 кг). Стрельба велась с раздельным заряжанием с применением от одного до четырёх пороховых зарядов, общим весом до 77,8 кг.